# خزه آتش‌نشان
خزه آتش‌نشان (نام علمی: Encalypta) نام یک سرده از division خزه است.
این جنس شامل ۳۴ گونه است که به طور گسترده در سراسر قاره آمریکا و اروپا و آسیا و آفریقا و استرالیا و همچنین ماداگاسکار و نیوزیلند می‌رویند.